# ザ・フェイス (2014年の映画)
『ザ・フェイス』（Yevadu）は、2014年のインドのテルグ語アクションスリラー映画。ヴァムシー・パイディパッリが監督・脚本を務め、ラーム・チャラン、シュルティ・ハーサン、エイミー・ジャクソン、アッル・アルジュン、カージャル・アグルワール、ジャヤスダ、サーイ・クマール、ラーフル・デーヴ、ブラフマーナンダムが出演している。撮影は2012年4月27日から2013年7月22日にかけてヴィシャーカパトナム、ハイデラバード（ラモジ・フィルムシティ）、チューリッヒ、バンコクで行われた。
2014年1月12日に公開された『ザ・フェイス』は批評家からは好意的な評価を得ており、テルグ語映画年間興行成績第6位にランクインするなど興行的にも成功を収めた。

## ストーリー
ヴィシャーカパトナムに暮らす青年サティヤはディープティと交際していたが、街を牛耳るギャングのヴィールが彼女を狙っていた。彼はヴィールに両親を殺されたディープティを連れてハイデラバード行きのバスに乗り込むが、途中でバスが足止めされ、車内に3人の男（ヴィールの弟アジャイ、部下のデーヴァ、シュラヴァン警部）が乗り込みサティヤに致命傷を負わせ、ディープティを殺害する。3人の男は彼女を殺した後、バスに火を点けて乗客もろともサティヤを殺害しようとするが、奇跡的に生き延びたサティヤはハイデラバードの病院に搬送され、医師のシャイラジャの手術を受けて一命を取り留める。バスの事故から10か月後にサティヤは意識を取り戻すが、皮膚の移植手術を受けた結果、彼の顔は別人のものになっていた。
病院を抜け出してヴィシャーカパトナムに戻ったサティヤは「ラーム」の偽名を名乗り、ヴィールたちに復讐しようと計画するが、そんな中、彼はヴィールに狙われている女性シュルティに出会う。シュルティと親しくなったラームは、彼女に近付いてくたデーヴァを建設中のビルに誘い込み殺害し、警察副長官のK・アショーク・ヴァルマーが捜査に乗り出す。デーヴァ殺害の事件が報じられる中、ラームはシュラヴァン警部の元を訪れてディープティの捜索届を提出し、警察署を立ち去る。彼女が死んだことを知っているシュラヴァン警部はラームに不信を抱き彼を追跡するが、待ち受けていたラームに殺害される。捜査を進めるヴァルマーが目撃者を探す中、ラームが名乗りを上げ、犯人の人相としてかつての自分の顔を伝える。その後、ラームはヴィールに呼び出され、犯人探しに協力することを約束する。その一方で彼はアジャイをシュルティに惚れさせ、ヴィールに情報を流して兄弟間の対立を誘発する。追い詰められたアジャイに対し、ラームは兄を殺してボスの地位とシュルティを手に入れるように扇動し、アジャイは兄を殺そうとするが失敗し、ヴィールは彼を殺すように部下に命じる。その直後、ラームはヴィールに対して弟を扇動したことを告げ、ヴィールはアジャイの元に向かうが、すでに彼は部下に殺されていた。激怒したヴィールはシュルティを人質にしてラームを殺そうとするが、返り討ちにされ彼に殺される。復讐を果たした後、ラームはシュルティに対して復讐のために利用していたことを謝罪して街を立ち去る。街を立ち去ろうとする中、ラームはハイデラバードのギャングであるラージャに命を狙われる。ラージャーを返り討ちにしたラームは、自分の顔が原因で命を狙われていると考え、シャイラジャを呼び出して事情を聞き出す。シャイラジャは移植した顔はギャングに殺された息子のチャランのものだと告げ、チャランが殺された経緯を語り出す。
チャランは友人たちに慕われる大学生で、同窓生のマンジュと交際していた。そのころ、街を牛耳るギャングのダルマがヴィーララージュ大臣と手を組み、都市開発を推し進めるために違法な手段を使い友人シャシャンクの住む住宅地を手に入れようと画策していた。2人の結託を報じた記者が見せしめのため住民たちの面前で殺され、チャランは住民たちに反抗するように訴え、シャシャンクは単身ダルマの屋敷に乗り込み対決するが、彼に殺されてしまう。激怒したチャランは屋敷に乗り込んでダルマの部下たちを倒してシャシャンクの遺体を取り戻し、再び住民たちに奮起を促す。やがてチャランに励まされた住民たちはダルマの横暴に抵抗するようになり、ダルマは土地を手に入れられずにいた。チャランの殺害を決意したダルマは、彼の友人シャラトを仲間に引き込み、政治家になる夢を叶える見返りにチャランを殺すように命じる。ある日、チャランとシャラトは友人の結婚式に出席するためヴィシャーカパトナムに向かい、バスでハイデラバードへの帰路に就くが、そのバスにはサティヤとディープティが乗り合わせていた。帰路の途中、ダルマの部下たちがバスを襲撃し、混乱の中でヴィールの部下たちがバスに乗り込んでサティヤと争い始める。チャランは車外に出てダルマの部下に立ち向かうがシャラトに刺殺され、遺体はシャイラジャの元に届けられる。悲観に暮れる彼女の元に瀕死の重傷を負ったサティヤが運び込まれ、彼の生きる意志を感じ取ったシャイラジャは、チャランの皮膚をサティヤに移植する。
話を聞き終わったラームはシャシャンクの故郷に向かい、そこで住民たちが土地を守るためにダルマに抵抗する姿を目の当たりにし、チャランの遺志を継いでダルマに立ち向かうことを決意する。彼は選挙活動中のシャラトの元に向かいダルマを倒すために協力することを約束させ、住民たちを引き連れてダルマの屋敷に乗り込む。住民たちがダルマの部下と闘う中、チャランはダルマを追い詰め、シャラトがダルマを刺すが、彼は返り討ちに遭い殺される。ダルマはラームを殺そうとするが誤ってヴィーララージュ大臣を刺し殺してしまい、彼はチャランによって階下に突き落とされ、住民たちに殺される。ダルマを倒した後、ラームはマンジュが避難先の遠方でチャランの死を悲しんでいることをシャイラジャから聞かされ、彼女の元に向かう。

## キャスト
- チャラン、サティヤ（ラーム） - ラーム・チャラン
- サティヤ - アッル・アルジュン（カメオ出演）
- マンジュ - シュルティ・ハーサン
- ディープティ - カージャル・アグルワール（カメオ出演）
- シュルティ - エイミー・ジャクソン
- シャイラジャ医師 - ジャヤスダ（英語版）
- ダルマ - サーイ・クマール
- ヴィール - ラーフル・デーヴ（英語版）
- アジャイ - アジャイ（英語版）
- K・アショーク・ヴァルマー副長官 - ムラリ・シャルマ
- ヴィーララージュ大臣 - コータ・シュリーニヴァーサ・ラーオ（英語版）
- ブラーフミ - ブラフマーナンダム
- シャシャンク - シャシャンク（英語版）
- シャラト・クナル - ラージャー・チェンボル
- デーヴァ - ジョン・コッケン（英語版）
- マンジュの父 - スーリヤ（英語版）
- キショール - ヴェンネラ・キショール
- ラージャ - スッバラージュ
- ブッカ - スプリート
- カーカー - G・V・スダーカル・ナーイドゥ（英語版）
- チャランの同窓生 - アミット・ティワーリー（英語版）
- カーキー - プラバース・シュリーヌ（英語版）
- シャシャンクの父 - L・B・シュリーラーム（英語版）
- シャンカル - チャトラパティ・シェーカル（英語版）
- ガーヤトリ - スレーカー・ヴァーニー
- チンピラ - ラグー・カルマンチ（英語版）
- シュラヴァン警部 - シュラヴァン
- チャンドラ・シェーカル・ラーオ - チャンドラ・モーハン
- サナー - シャヌール・サナー（英語版）
- ナラシンハ - ナルシング・ヤーダヴ（英語版）
- 「Ayyo Paapam」のダンサー - スカーレット・メリッシュ・ウィルソン（アイテム・ナンバー）
- 「Freedom」シーン登場 - ジャニ・マスタル（英語版）（カメオ出演）

## 製作

### 企画
プロデューサーのディル・ラージュは、技術面に焦点を与えた作品を次回作に希望し、ヴァムシー・パイディパッリの脚本を採用した。彼は2011年10月に企画を正式に発表し、同時にラーム・チャランが主演を務めることも明かしている。製作はシュリ・ヴェンカテーシュワラ・クリエーションズが手掛け、ラーム・チャラン以外の主要キャストやスタッフについては後日明かされることになった。また、ヴァムシー・パイディパッリはラーム・チャランに脚本を提示する前に2か月間かけて脚本の構想を練り、ファミリードラマ映画の『ブリンダーヴァナム 恋の輪舞』を製作した後に新作映画のジャンルとしてアクションを採用し、脚本を書き上げた。2011年11月にデーヴィ・シュリー・プラサードが音楽監督に起用され、ゴア州でディル・ラージュ、ヴァムシー・パイディパッリと打ち合わせを行っている。
2011年12月9日にハイデラバードで製作発表が行われ、この発表の際に映画のタイトルが「Yevadu」であることが明かされ、同時にファーストルック・ポスターが公開された。原案はヴァッカンタム・ヴァムシーが手掛け、美術監督はアーナンド・サーイが務めており、彼は2013年9月までに撮影に必要な作業を終わらせている。このほか、台詞はアッブリ・ラヴィが手掛け、C・ラームプラサードが撮影監督、マールターンド・K・ヴェンカテーシュが編集技師として参加している。

### キャスティング
2011年10月にラーム・チャランが出演契約を結び、彼の従兄であるアッル・アルジュンとカージャル・アグルワールが「映画に捻りを加える役」としてカメオ出演することになった。ヒロイン役にはサマンタが起用され、2012年10月から撮影に参加する予定になっていた。また、もう一人のヒロインであるシュルティ役にはエイミー・ジャクソンが起用され、テルグ語映画に初出演することになった彼女は役作りのために複数のワークショップに参加した。このワークショップではテルグ語の正確な発音を学び、このほかにヨーガやファンクショナルトレーニング、ジョギングなどを行い役作りをしている。
カージャル・アグルワールはアッル・アルジュンの恋人役に起用された。当初、スケジュールの都合で出演が危ぶまれていたが、最終的に出演が実現している。2012年5月にシュウェタ・バルドワージがアイテム・ナンバーでの出演を打診されたことが報じられたが、彼女は「打診を受けたのは事実ですが、出演するかどうかは分かりません」と語っており、最終的に彼女は出演しなかった。同じくアイテム・ナンバーに起用されたスカーレット・メリッシュ・ウィルソンは『ザ・フェイス』がテルグ語映画初出演となったが、公式には先に公開された『Cameraman Gangatho Rambabu』が初出演作となっている。
2012年11月にサマンタが「創造面での意見の相違」を理由に降板し、新たにシュルティ・ハーサンがヒロイン役に起用された。報道によると彼女には出演料として600万ルピーが支払われたが、スケジュールの都合で予定よりも撮影への参加がに遅れが生じたという。悪役のダルマ役にはサーイ・クマールが起用され、助演キャストとしてラージャー・チェンボル（シリヴェンネラ・シータラーマ・サストリーの次男）が出演することになった。アッル・アルジュンが演じる役は「闘いの中で重傷を負い、顔面の整形手術を経て主人公チャランに生まれ変わるキャラクター」と報じられ、さらに続報では役名がサティヤであることが明かされ、この時点では「サティヤの役柄は警察官になるのではないか」と報じられていた。このほかにムラリ・シャルマ、シャシャンク、プラバース・シュリーヌが出演している。

### 撮影

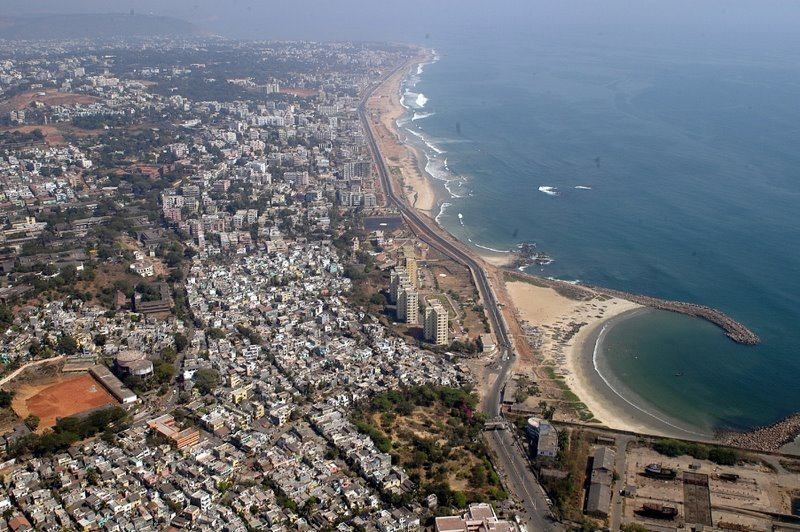
ヴィシャーカパトナム

2012年4月27日から主要撮影が始まり、ラーム・チャランは『ザ・フェイス』と『Zanjeer』を同時並行で撮影している。彼は『Zanjeer』の撮影に参加した後、5月8日から『ザ・フェイス』の撮影に合流し、アイテム・ナンバーやエイミー・ジャクソンとの共演シーンを撮影した。これらのシーンを撮影した後、ラーム・チャランはバンコクに向かい『Zanjeer』の撮影に合流し、8月7日から再び『ザ・フェイス』の撮影に合流する予定になっていた。『ザ・フェイス』の撮影は9月中旬までハイデラバードで行われ、9月14日からはヴィシャーカパトナムで撮影が始まった。10月初旬までに全体の40パーセントの撮影が終了し、終了した部分の大半は物語の前半パートだった。2013年1月24日からはシュルティ・ハーサンが撮影に合流している。
短期間の休止期間を経て2013年3月5日から撮影が再開され、同月末までに会話シーンの90パーセントの撮影が終了した。4月中旬からラモジ・フィルムシティでアクションシーンの撮影が行われ、ピーター・ハインがアクションの振り付けを担当した。このころにはアッル・アルジュンとカージャル・アグルワールの出演シーンの大半が完成しており、5月20日からはスイスで歌曲シーンの撮影が始まった。ラーム・チャランとシュルティ・ハーサンが出演する歌曲シーンの撮影はチューリッヒで行われ、同月27日までに撮影は終了した。同月29日からハイデラバードでエイミー・ジャクソンが参加する撮影が行われ、6月30日まで行われた。6月中旬にはラモジ・フィルムシティでラーム・チャランが出演する歌曲シーンの撮影が行われ、アンナプルナ・スタジオではラーム・チャランとシュルティ・ハーサンが出演する歌曲シーンの撮影が行われている。また、バンコクではラーム・チャランとエイミー・ジャクソンが出演する歌曲シーンの撮影が行われ、7月初旬にはラモジ・フィルムシティで「Freedom」の歌曲シーンの撮影が行われた。同月22日にシュルティ・ハーサンの出演シーンの撮影が終了し、主要撮影の全スケジュールが完了した。その後、8月中旬から物語のテンポを上げるために再撮影が行われ、追加シーンの撮影も行われた。

### 音楽
サウンドトラックの作曲はデーヴィ・シュリー・プラサードが手掛け、全6曲で構成されている。このうち2曲の作詞をラーマジョーガイヤー・サストリーが手掛け、シリヴェンネラ・シータラーマ・サストリー、チャンドラボース、クリシュナ・チャイタニヤ、シュリー・マニがそれぞれ1曲ずつ作詞を手掛け、アーディティヤ・ミュージックがオーディオ権を取得している。サウンドトラックは映画の公開延期の影響を受けて何度もリリースが延期された後、2013年9月27日にハイデラバードのシルパーカーラ・ヴェーディカーでオーディオリリース・イベントが開催され、キャスト・スタッフが出席したほかにチランジーヴィが主賓として招待された。
批評家からは好意的な評価を得ており、『ザ・タイムズ・オブ・インディア』は3/5の星を与えて「デーヴィ・シュリー・プラサードは、高いビートと低いメロディを持ちながら、複数のジャンルを融合させ、臆さずに聴衆を楽しませるようなアルバムを作り出した。際立った曲はないが、このアルバムにはハッピーな雰囲気が満ちている。長く愛されるようなレコードではないが、今のうちに聴いておいた方がいいだろう」と批評し、『ワンインディア・エンターテインメント』は「デーヴィ・シュリー・プラサードはサウンドトラックのために若々しくてフレッシュな曲を作り上げた。歌詞は意味深長なもので、いくつかの曲はメロディアスでトレンディなものになっている。デーヴィ・シュリー・プラサードは西欧の楽器と素朴なビートを用いており、いくつかの曲ではラーム・チャラン・テージャのダンスの才能を見る機会がある。これまでのアルバムと同様、作曲家は安全策を採っており、彼の曲はすべてまともで魅力的なものばかりだ」と批評している。
| #         | タイトル            | 作詞                                     | 作曲・編曲 | 歌手                                               | 時間 |
| --------- | ------------------- | ---------------------------------------- | ---------- | -------------------------------------------------- | ---- |
| 1.        | 「Freedom」         | クリシュナ・チャイタニヤ                 |            | スチト・スレーサン                                 | 4:13 |
| 2.        | 「Nee Jathaga」     | シリヴェンネラ・シータラーマ・サストリー |            | カールティク、シュレヤ・ゴシャル                   | 4:36 |
| 3.        | 「Ayyo Papam」      | ラーマジョーガイヤー・サストリー         |            | ランジット、マムター・シャルマー                   | 4:43 |
| 4.        | 「Cheliya Cheliya」 | チャンドラボース                         |            | KK                                                 | 4:50 |
| 5.        | 「Oye Oye」         | シュリー・マニ                           |            | デーヴィド・サイモン、アンドリヤー・ジェレマイヤー | 3:31 |
| 6.        | 「Pimple Dimple」   | ラーマジョーガイヤー・サストリー         |            | サーガル、ラーニナ・レッディ                       | 4:11 |
| 合計時間: | 合計時間:           | 合計時間:                                | 合計時間:  | 26:04                                              |      |

## マーケティング
『ザ・フェイス』の宣伝ポスターはABコア・デザインのアニルとバーヌが手掛けている。2013年3月24日にはラーム・チャランを描いたファーストルック・ポスターが公開され、同月27日に37秒間のファーストルック・ティーザーが公開された。同日にはサウンドトラックと同時に劇場予告編も公開され、観客から好評を得ている。10月に入ると「Nee Jathaga Nenundali」「Oye Oye」「Pimple Dimple」のプロモーション映像が公開され、12月31日には「Freedom」のプロモーション映像が公開された。
ディル・ラージュは公開12日前からプロモーション活動を本格化させ、テレビ・新聞・雑誌・映画ポータルサイトでの宣伝を計画していた。2014年1月3日にRTC Xロードのサンディヤ70MM劇場で85秒間の劇場予告編が公開された。また、ヒンドゥスタン・ユニリーバが1000万ルピーを製作会社に支払い広告看板・テレビ・ラジオ・雑誌などの共同ブランディング活動の権利を取得し、メディアコープがマーケティング・タイアップを手掛けている。同月5日から『ザ・フェイス』の公式アプリがリリースされ、同月7日には「Cheliya Cheliya」のプロモーション映像が公開された。同月17日には製作チームがティルマラのヴェンカテーシュワラ寺院を参詣し、グループシアターで観客と交流した。翌18日にはヴィジャヤワーダで記者会見を開き、ヴァムシー・パイディパッリ、ディル・ラージュ、サーイ・クマール、シャシャンク、L・B・シュリーラーム、ラージャー・チェンボルが出席した。また、3月13日には「Ayyo Paapam」のプロモーション映像が公開された。プロモーション期間中、シュルティ・ハーサンは食中毒の疑いでアポロ病院に搬送され、治療を受けている。

## 公開

### 劇場上映
当初、『ザ・フェイス』の公開日はラーム・チャランの結婚記念日である2013年7月14日を予定していたが、数度の延期を経た後、ラーム・チャランの出世作である『マガディーラ 勇者転生』の公開4周年に合わせて2013年7月31日に公開することが発表された。その後、叔父パワン・カリヤーンの主演作『Attarintiki Daredi』と同時公開する方針に変更されたものの、2013年8月21日に公開することが新たに発表された。中央映画認証委員会は暴力的なアクションシーンが描かれていることから、『ザ・フェイス』のレイティングを「A」に指定している。しかし、テランガーナ地域の分離に反対するシーマーンドラ地域の抗議運動が激化したことを受けて両作の公開が延期され、ディル・ラージュは新たな公開日をディーワーリーまたはクリスマスの時期を検討したが、最終的には『Attarintiki Daredi』との競合を避けるために新たな公開日を10月10日に決定した。その後、海賊版対策の観点から『Attarintiki Daredi』は2013年9月27日に公開され、その影響を受けて『ザ・フェイス』の公開日が12月に延期された。
その後、ディル・ラージュはテルグ語版とマラヤーラム語吹替版が2013年12月19日に公開されることを発表し、「テランガーナ分離法案が可決されなければ、『ザ・フェイス』は12月19日に公開されます。延期についてはまだ考えていませんが、法案が可決され、何らかの騒動が起きた場合は来年1月のマカル・サンクラーンティの時期に公開するつもりです」と発言している。その後、新たな公開日が2014年1月10日に決まったことが発表され、劇場予告編が公開された際に同月12日公開であることが明かされ、『1: Nenokkadine』『兄貴の嫁取物語』『ジッラ 修羅のシマ』と競合することになった。チェンナイでの配給はサティヤン・シネマズが担当し、16スクリーンで公開された。また、同月11日には特別有料プレミア上映会が開催され、収益はマレパリーのヴェンカテーシュワラ寺院建設費用として寄付された。タミル語吹替版の配給権はバードラカリ・プラサードが経営するバードラカリ・フィルムズが取得し、吹替版のタイトルは『マガディーラ 勇者転生』になちんで『Magadheera』となり、2015年7月から吹き替え作業が行われた。

### トラブル
全インド従業員連盟は各州の地域映画に対して、スタッフの7割は地元出身者を雇用するように義務付けていたが、チェンナイのスタント師ヴィジャヤンとスタント・シルヴァーがこれに違反してチェンナイ出身のスタントマンを大量に雇用したため、アーンドラ・プラデーシュ州のスタントマンたちが抗議のために『ザ・フェイス』など複数の映画製作を妨害する騒動が発生している。また、クルヌール県イエーミガヌールの元議員K・ナゲンドラ・プラサードが、エイミー・ジャクソンのハーフヌードが描写された映画ポスターを問題視し、ラーム・チャラン、エイミー・ジャクソン、ディル・ラージュ、アニタ（映画のプレゼンター）、シリシュ（共同プロデューサー）、カメラマン、上映館のラーガヴェンドラ劇場に対して女性猥褻表現禁止法違反を理由に訴訟を起こした。訴訟に対してヴァムシー・パイディパッリは「ポスターは猥褻表現のない歌曲シーンから抽出したものであり、訴訟には根拠がない」と反論し、2014年7月28日に高等裁判所判事のK・G・シャンカルは訴訟の停止を決定した。
このほか、「Pimple Dimple」シーン撮影中のものと思われるシュルティ・ハーサンの写真が流出し、彼女は世間から「安っぽい売名行為」と大きな批判を浴びた。これに対し、彼女は「写真は事務所や私の許可を得たものではなく、撮影中に無断で撮影されたもの」と反論して犯罪被害証明書を提出した。2014年5月からハイデラバードの犯罪捜査部が捜査を始め、写真を撮影したカメラマンやアップロードしたウェブサイトの管理人を尋問したが、公共の場で撮影された写真を公開することに違法性があるか不明であり、法的見解を求める方針を決定した。

### ホームメディア
テレビ放送権はスター・マーが取得し、初放送時のターゲット視聴率は10.14パーセントを記録した。マラヤーラム語吹替版『Bhaiyya My Brother』のテレビ放送権はマザヴィル・マノーラマーが650万ルピーで取得しており、これはテルグ語映画のマラヤーラム語吹替版の購入額として歴代最高額である。2014年6月にはアーディティヤ・ビデオからDVD、Blu-rayが発売され、ヒンディー語吹替版のテレビ放送権はソニー・マックスが取得している。

## 評価

### 興行収入
公開初日の興行収入はラーム・チャランのキャリアで最高額となる8650万ルピーを記録し、『1: Nenokkadine』を抜いて2014年のオープニング興行成績第4位にランクインした。公開2日目の興行収入は4000万ルピー、公開3日目には4500万ルピーを記録し、公開3日間の合計興行収入は1億73800万ルピーとなり、『1: Nenokkadine』『Ramayya Vasthavayya』の記録を抜いた。また、公開4日間で配給会社は2億ルピーの収益を上げている。公開6日間の興行収入は2億7850万ルピーを記録したが、メディアで予測されていた『Seethamma Vakitlo Sirimalle Chettu』の公開第1週の興行収入（3億3500万ルピー）を下回る結果となった。このほか、ネルール、アーンドラ・プラデーシュ州東部、同州西部、カルナータカ州ではそれぞれ1630万ルピー、2670万ルピー、2220万ルピー、4060万ルピーの興行収入を記録しており、アーンドラ・プラデーシュ州における公開初週ランキング第2位にランクインした。
公開9日間の興行収入は3億3750万ルピーを記録し、カルナータカ州と国内諸地域及び海外市場の合計興行収入は6000万ルピーを記録しており、海外市場を含めた興行収入は4億ルピーを越えた。これにより、ラーム・チャランにとって興行収入が4億ルピーを越えた主演作品は『ザ・フェイス』が4本目となった。公開11日目には興行収入が3億3500万ルピーを記録し、アーンドラ・プラデーシュ州では公開第2週の興行収入が3億3632万ルピーとなり、海外市場を含めた合計興行収入は4億4000万ルピーを越えた。公開16日目のアーンドラ・プラデーシュ州における興行収入は3億7600万ルピーを記録し、この時点で海外市場を含めた合計興行収入は5億ルピーを越えることが予測された。2014年2月に『ザ・フェイス』の上映が終了し、アーンドラ・プラデーシュ州における興行収入は3億8000万ルピーを越えた。最終的な興行収入はアーンドラ・プラデーシュ州で3億9340万ルピーを記録し、海外市場を含めた合計興行収入は4億7100万ルピーとなり、当時のラーム・チャランにとって最大のヒット作となった。
タラン・アダルシュによると、アメリカ合衆国ではオープニング週末の興行収入は1億4600万ルピーを記録したという。公開5日間の興行収入は2億2000万ルピーを記録したが、公開第2週末の時点で興行収入は33万ドルに留まり、同時期の『1: Nenokkadine』の記録（100万ドル）を下回る結果となった。また、海外市場での配給会社の最終的な収益は1億7000万ルピーとなった。

### 批評

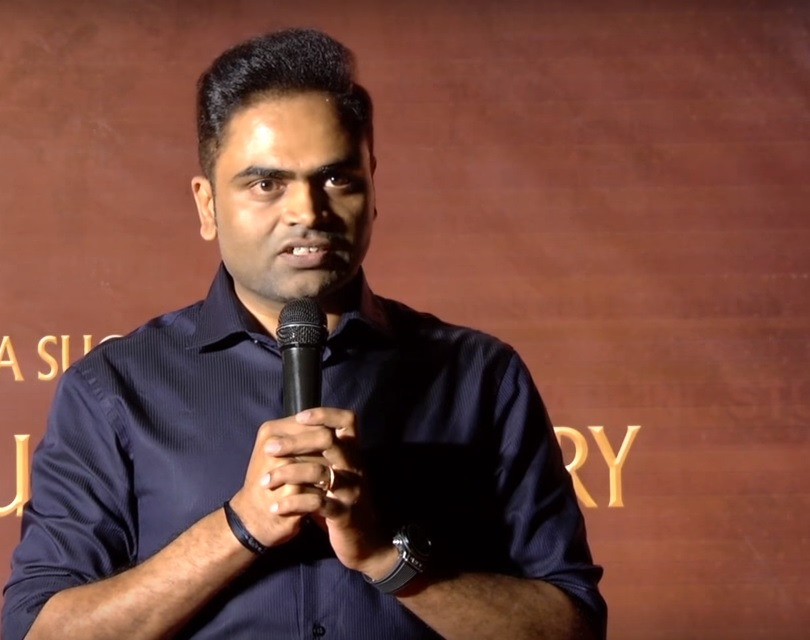
ヴァムシー・パイディパッリ

『インターナショナル・ビジネス・タイムズ』によると、『ザ・フェイス』に対する批評家の評価は「悪くはない評価」だったという。『ザ・ヒンドゥー』のY・スニタ・チョーダリーは映画を「完全に大衆向けの映画」と評し、主人公が復讐するシーンについては「ノンストップで長い時間を使っている」と指摘する一方、デーヴィ・シュリー・プラサードの音楽とC・ラームプラサードのカメラワークは好意的な評価を与えている。また、『バンガロール・ミラー』のシュリダール・ヴィヴァーンは3/5の星を与えて「『ザ・フェイス』の観客にとって前半パートの終わり方は衝撃的であり、これは監督が前半だけで物語を一区切りつけようと考えたためだ。チェリー（ラーム・チャラン）のファンにとっては楽しめる作品だが、それ以外の観客にとっては平凡な作品になっている」と批評し、暴力描写やコメディ描写の欠如、予測範囲内の展開が物語に悪い影響を与えていると指摘している。
『IndiaGlitz』は3/5の星を与えて「『ザ・フェイス』には一つではなく、2つの復讐劇がある。最初の復讐劇は大した内容ではないが、おそらく監督は真面目にやらない方が賢明だと判断したのだろう。この単純な復讐劇に続いて、この映画の本質的な物語が始まり、私たちに待ち望んでいたエンターテインメントを提供してくれた」と批評し、『Sify』も3/5の星を与えて「『ザ・フェイス』は冒頭シーンで斬新さを見せつけ、従来の商業映画とは一線を画す物語になることを期待させてくれたが、結局はありふれた復讐劇に落ち着いてしまった。使い古された描写も多いが、ある程度は上手くいっているようだ」と批評している。また、『ワンインディア・エンターテインメント』のシェーカルは3/5の星を与えて「『ザ・フェイス』は、すべての商業要素を盛り込んだ良質なアクション・エンターテインメントであり、ラーム・チャラン・テージャが映画のショーマンになっている。メッセージ性のないエンターテインメントを求めているなら、このサンクラーンティ映画はピッタリのご褒美だろう」と批評している。
多くの批評家は『ザ・フェイス』がジョン・ウーの『フェイス/オフ』から大きな影響を受けており、さらにS・S・ラージャマウリの『チャトラパティ』『Vikramarkudu』との類似性を指摘している。批評家のサンギータ・デーヴィ・ダンドゥーは「『フェイス/オフ』と『Vikramarkudu』を掛け合わせたような映画」と批評し、『ザ・タイムズ・オブ・インディア』のカールティク・パシュパレートは「この映画は『フェイス/オフ』のコピーではない。1997年に作られたアクションスリラー映画の半分もまともに映画化するために必要な創造性や技術ノウハウを持った映画製作者が、この映画にはいないのだ。監督は『フェイス/オフ』の核となるアイディアを拝借して、くだらない復讐劇を作っただけに過ぎない」と酷評している。こうした批判に対し、原案を手掛けたヴァッカンタム・ヴァムシーは諸作品からの影響や類似性について明確に否定している。

### 受賞・ノミネート
| 映画賞                                  | 授賞日        | 部門             | 対象                             | 結果       | 出典    |
| --------------------------------------- | ------------- | ---------------- | -------------------------------- | ---------- | ------- |
| 第62回フィルムフェア賞 南インド映画部門 | 2015年6月26日 | 助演男優賞       | サーイ・クマール                 | ノミネート | [ 127 ] |
| 第62回フィルムフェア賞 南インド映画部門 | 2015年6月26日 | 音楽監督賞       | デーヴィ・シュリー・プラサード   | ノミネート | [ 127 ] |
| 第4回南インド国際映画賞                 | 2015年8月7日  | 助演女優賞       | ジャヤスダ                       | ノミネート | [ 128 ] |
| 第4回南インド国際映画賞                 | 2015年8月7日  | 悪役賞           | サーイ・クマール                 | ノミネート | [ 128 ] |
| 第4回南インド国際映画賞                 | 2015年8月7日  | アクション振付賞 | セルヴァン                       | ノミネート | [ 128 ] |
| 第4回南インド国際映画賞                 | 2015年8月7日  | ダンス振付賞     | - ジャニ・マスター - 「Freedom」 | ノミネート | [ 128 ] |